# Astragalus aeluropus
Astragalus aeluropus är en ärtväxtart som beskrevs av Aleksandr Andrejevitj Bunge. Astragalus aeluropus ingår i släktet vedlar, och familjen ärtväxter. Inga underarter finns listade i Catalogue of Life.